# 讷雷莱拉德米
讷雷莱拉德米（法語：Neurey-lès-la-Demie，法語發音：[nœʁɛ lɛ la dəmi]，意为“拉德米附近的讷雷”）是法国上索恩省的一个市镇，属于沃苏勒区。

## 地理
讷雷莱拉德米（47°34'30"N, 6°11'38"E）面积9.7 平方千米，位于法国勃艮第-弗朗什-孔泰大區上索恩省，该省份为法国东部内陆省份，北起顺时针与孚日省、贝尔福地区省、杜省、汝拉省、科多尔省和上马恩省接壤。
与讷雷莱拉德米接壤的市镇（或旧市镇、城区）包括：坎塞、利诺特河畔当皮埃尔、拉德米、菲兰、瓦勒鲁瓦洛里奥、维莱勒塞克。
讷雷莱拉德米的时区为UTC+01:00、UTC+02:00（夏令时）。

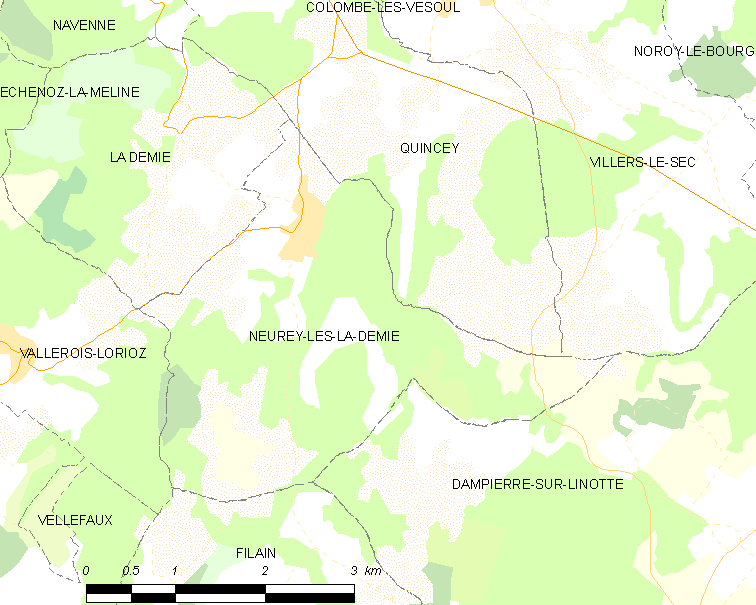
讷雷莱拉德米的OSM定位图

## 行政
讷雷莱拉德米的邮政编码为70000，INSEE市镇编码为70381。

## 政治
讷雷莱拉德米所属的省级选区为维莱塞克塞勒县。

## 人口

1962-2008年间讷雷莱拉德米人口变化图示

讷雷莱拉德米于2022年1月1日时的人口数量为352人。